# 스키

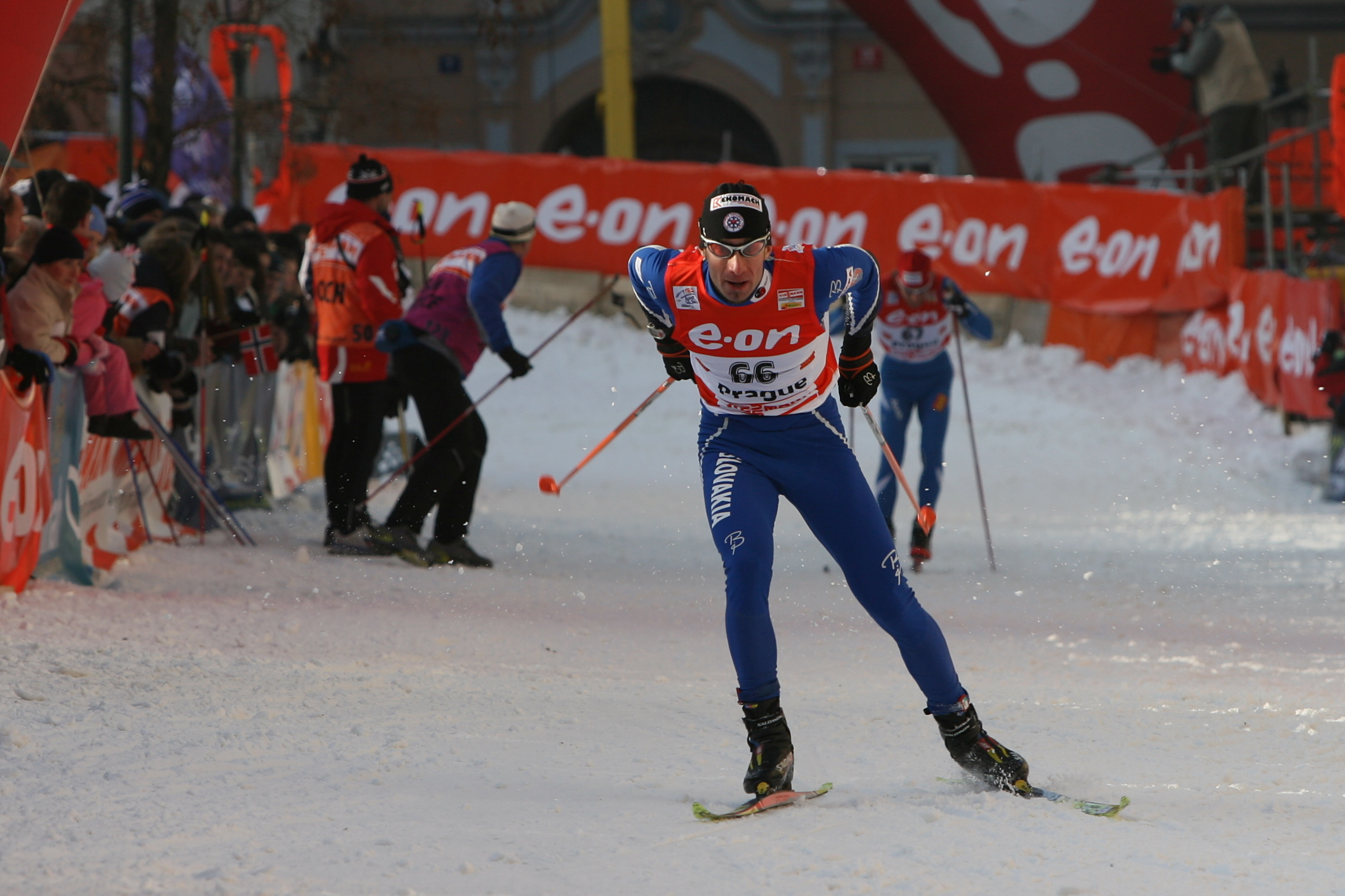

스키(ski)는 예로부터 교통 수단으로 이용되어 오다가, 19세기 후반에 북유럽에서 스포츠의 한 종목으로 정착한 이래 세계 각국에 널리 퍼졌다.
이 경기는 스키를 발에 달고 설면 위를 달려 시간과 득점을 겨루는 경기이다. 종목으로는 알파인 스키와 노르딕 스키, 그리고 바이애슬론 경기 등이 있다.

## 역사

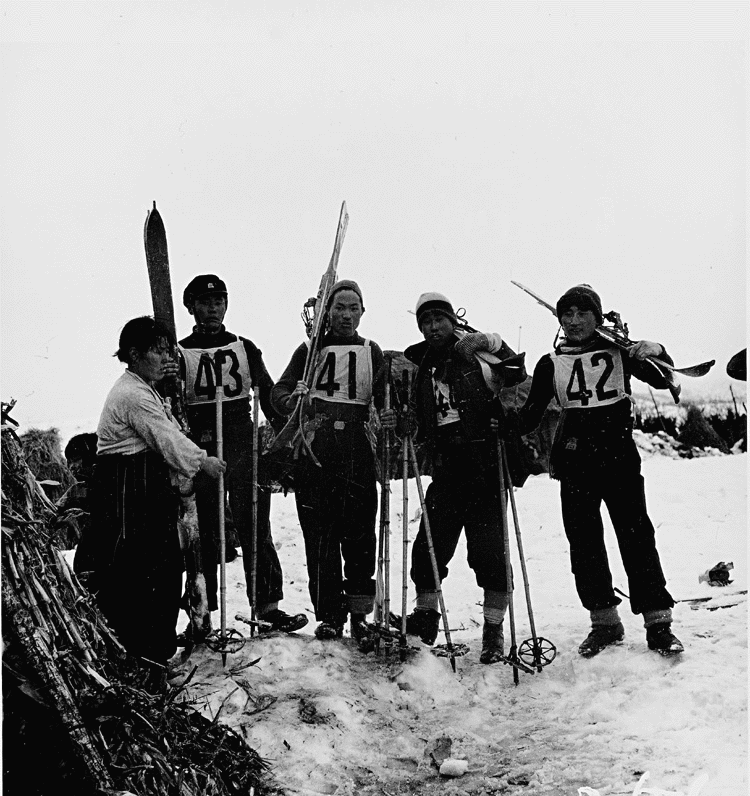
대관령 스키대회 참관자들의 모습(1954)

스웨덴의 습원에서 기원전 25세기경의 스키가 발견된 바 있다. 100세기 전에 중국에서 스키를 즐기는 벽화가 발견되기도 했다.
스키는 눈이 많이 내리는 알프스산맥 등지에서 초기에는 교통 수단으로 이용되다가 차츰 스포츠로 자리잡게 되었다. 그 후 스위스에서 처음으로 회전경기가 열렸으며, 1924년 제1회 동계 올림픽 때부터 노르딕 경기가, 1936년 동계 올림픽에서는 알파인 경기가 포함되었다.
대한민국의 경우 1910년 경에 들어왔으며, 1946년에는 대한스키협회가 창립되었다. 오늘날 일반인이 널리 즐기는 스포츠로 사랑받고 있으며, 대한민국 곳곳에 스키장이 개설되었다.

## 스키의 효과
스키운동은 활동량과 에너지 소비량이 많으므로 심장, 폐, 혈관, 근육 등에 자극을 주어 그 기관의 기능이 향상된다. 적당한 스키운동은 자연에서 이루어지므로 신선한 공기와 더불어 질병을 예방하고 생활의 활력소를 불어 넣어 준다. 자연과 직접 어울려서 하는 운동이기 때문에 많은 산소를 마실 수 있다. 신경기능의 향상으로 운동기능의 효율성과 일관성이 증가한다. 또한 신경지배가 개선되며 반응시간이 빨라진다고 한다. 스키운동에 의하여 공급되는 혈류량이 증가하므로 말초순환의 개선이 이루어진다. 꾸준한 스키운동은 근육량을 유지시키며 정상적인 활동을 하게 한다. 순환계의 발달로 인하여 호흡기능을 향상시켜 준다. 생리적 기능의 활성화로 스키운동의 시작과 함께 교감신경이 긴장하게 되고 신경계의 호르몬과 아드레날린이 분비되어 심폐기능을 촉진시키고 근육내의 모세혈관을 확장시켜 혈액의 흐름이 증대되어 근육운동을 원활하게 한다. 또한 근육내의 에너지 소비가 증가하므로 호흡기능이 촉진된다. 스키운동은 체온조절의 기능이 향상되며 인체를 구성하고 있는 단백질 및 특이 효소가 정상적으로 유지 되도록 결정적인 역할을 한다. 항체의 면역기능의 향상으로 신체의 항정상태의 기능을 증진시키고 외부 자극에 대한 방어 및 적응의 개념으로 면역기능을 향상시킨다. 꾸준한 스키운동은 근육량을 유지시키며 정상적인 활동을 하게 한다. 순환계의 발달로 인하여 호흡기능을 향상시켜 준다.

## 장비

### 베이스
흔히 사용하는 것은 활강용으로, 처음에는 목재로 만든 스키가 사용되었으나 근래에 와서는 글라스 파이버(유리섬유)와 메탈(금속) 스키가 사용되고 있다. 길이는 스키를 지상에 세우고 똑바로 서서 한쪽 손을 위로 뻗쳐 스키의 끝을 잡을 수 있을 정도여야 한다.

### 폴
금속·플라스틱·글라스 파이버로 만든 것으로서, 거꾸로 세워 바스켓이 겨드랑이 밑에 오는 정도의 길이가 알맞다.

### 부츠
스키와 사람을 결착 하고, 스키를 조종할 수있도록 하는 일종의 신발이다. 정강이를 받혀 주는 역할을 한다.

## 기본 기술

### 스키 신기와 벗기
스키를 눈 위에 평행으로 놓고 바인딩 쪽에 부츠를 넣고 뒷꿈치를 힘껏 눌러 착용한다. 벗을 때는 폴 등으로 뒷쪽을 누른다.

### 폴 잡는 법
손을 끼는 끈이 붙어 있는데 이것이 없거나 끊어져 있으면 리프트를 타는 도중이나 타다가 넘어질 때에 폴을 떨어뜨리게 되므로 출발 전에 잘 살펴보아야 한다.
단, 폴끈을 그립밴드라 하는데 이것을 손잡이 그립과 밴드를 함께 쥐어 잡아야만 엄지손가락이 다치지 않는다.

## 스키의 종류
- 알파인 스키
- 노르딕 스키
- 트윈팁 스키
- 알파인 투어링 스키
- 모노스키
- 텔레마크 스키
- 크로스컨트리 스키
- 백컨트리 스키
- 모글 스키
- 스키 점핑 스키

## 스키의 경기 방법 및 규칙
국제스키연맹에서 주관하는 국제스키대회의 방법 및 기본 규칙은 다음과 같다.

### 알파인 경기
알펜 경기라고도 하며 활강 경기·회전 경기·대회전 경기의 3종목과 이 중 두 가지 이상을 연결시킨 복합 경기가 있다.
1. 활강 경기：남자는 2~2.5km, 여자는 2km 이내의 코스를 달려 시간을 다투는 경기. 코스의 표고차는 남자 800m~1000m, 여자 500~700m이다.
2. 회전 경기：500m 안팎의 코스에 55~75개의 게이트(문)가 있는데 이 사이를 지그재그로 회전하면서 달리는 경기. 코스의 표고차는 남자 180-220m, 여자 120-180m이다.
3. 대회전 경기：활강 경기의 속도와 회전 경기의 회전 기술을 종합 평가하는 경기. 표고차는 남자 250-400m, 여자 250-350m이다. 각 게이트끼리 간격은 5m로 약 30개가량 설치되어 있다.
4. 슈퍼 대회전 경기:

### 노르딕 경기
노르딕 경기에는 크로스컨트리 경기·점프 경기·노르딕 복합경기가 있다.
1. 크로스컨트리 경기：개인 경기와 릴레이가 있으며, 개인 경기는 평지·오르막길·내리막길이 1/3씩 만들어져 있는데, 남자 15km, 30km, 50km, 여자 5km, 10km, 20km가 있다. 종목별로 스키를 일자로만 움직일수 있는 '클래식주법'경기와 스케이트타는 모양으로 스키를 타는 '프리스타일주법'의 두가지 경기가 열린다. 릴레이는 남자 40km, 여자 20km 거리를 4명의 선수가 10km·5km씩 나누어 달린다. 크로스컨트리 스키
2. 점프 경기：남자만의 경기로 보통 90m 이상의 준비된 활주로를 힘차게 내려오면서 공중을 나는 거리, 높이, 착지 자세를 채점한다.
3. 노르딕 복합경기：크로스컨트리 경기와 점프 경기를 복합한 것으로 15km 이상을 달리며 세 번 점프한다.

### 바이애슬론 경기
크로스컨트리 경기를 하면서(10-20km코스) 곳곳에 설치된 목표물을 선 자세와 엎드린 자세로 총을 쏘아 맞히는 경기. 맞히지 못하면 벌점이 주어지며 시간이 적게 소요된 선수가 승리한다.

## 같이 보기
- 롤러 스키
- 스노보드
- 스키보드
- 스키장